# Ophiocrene
Ophiocrene is een geslacht van slangsterren uit de familie Gorgonocephalidae.

## Soorten
- Ophiocrene aenigma Bell, 1894